# Бакур (цар Лазики)
Бакур (Пакор, Пакур) (*лат. Bacurius; грец. Pάkouroc, груз. პაკორი; 2-а пол. II ст.) — 2-й цар Лазики. Ім'я ймовірно походить від середньоперської мови — Багпур — і перекладається як «Син бога».

## Життєпис
Спадкував царю Маласі. Згадується в Історії Августів. Вважається, що зміг встановити панування в історичній області Колхида. Напевне в цьому отримав підтриму римського імператора Антоніна Пія, що бачив в Лазіці противагу Іберійському царству.
Грузинські вчені Тедо Дондуа і Акакі Чикобава ототожнюють Бакура з «царем Пакуросом», напис проя кого здійснено грецькою мовою на срібному кубку, знайденому 2005 року в похованні у Ачмарді (Гагра, на півночі Абхазії). Це свідчить про межі володінь царя лазики у II ст. н. е.
Остання згадка про нього відноситься до 114 року, коли отримав подарунок від імператора Траян як знак підтвердження статусу «друга і союзника римлян». Можливо допоміг Траяну в підкоренні Великої Вірменії.
Йому спадкував Агрос, про якого обмаль знань. Агросу спадкував цар Мірдат, про якого відоме лише ім'я. Першим царем після Бакура, про якого найбільше відомостей, є Губаз I.